# Sakumono-Lagune
Koordinaten: 5° 36′ 55″ N, 0° 1′ 56″ W
Die Sakumono-Lagune (engl. Sakumono Lagoon) ist eine Brackwasser-Lagune in der Region Greater Accra im westafrikanischen Staat Ghana.

## Lage
Diese Lagune liegt nahe der Volta-Mündung an der Küste etwa zwanzig Kilometer östlich von Ghanas Hauptstadt Accra zwischen der Industriestadt Tema und dem Vorort Accras Teshie-Nungua. Die Besiedlung des Nahbereichs der Lagune hat in den letzten Jahren stark zugenommen, eine notwendige Ausweisung als Naturschutzgebiet ist daher umstritten.

## Beschreibung

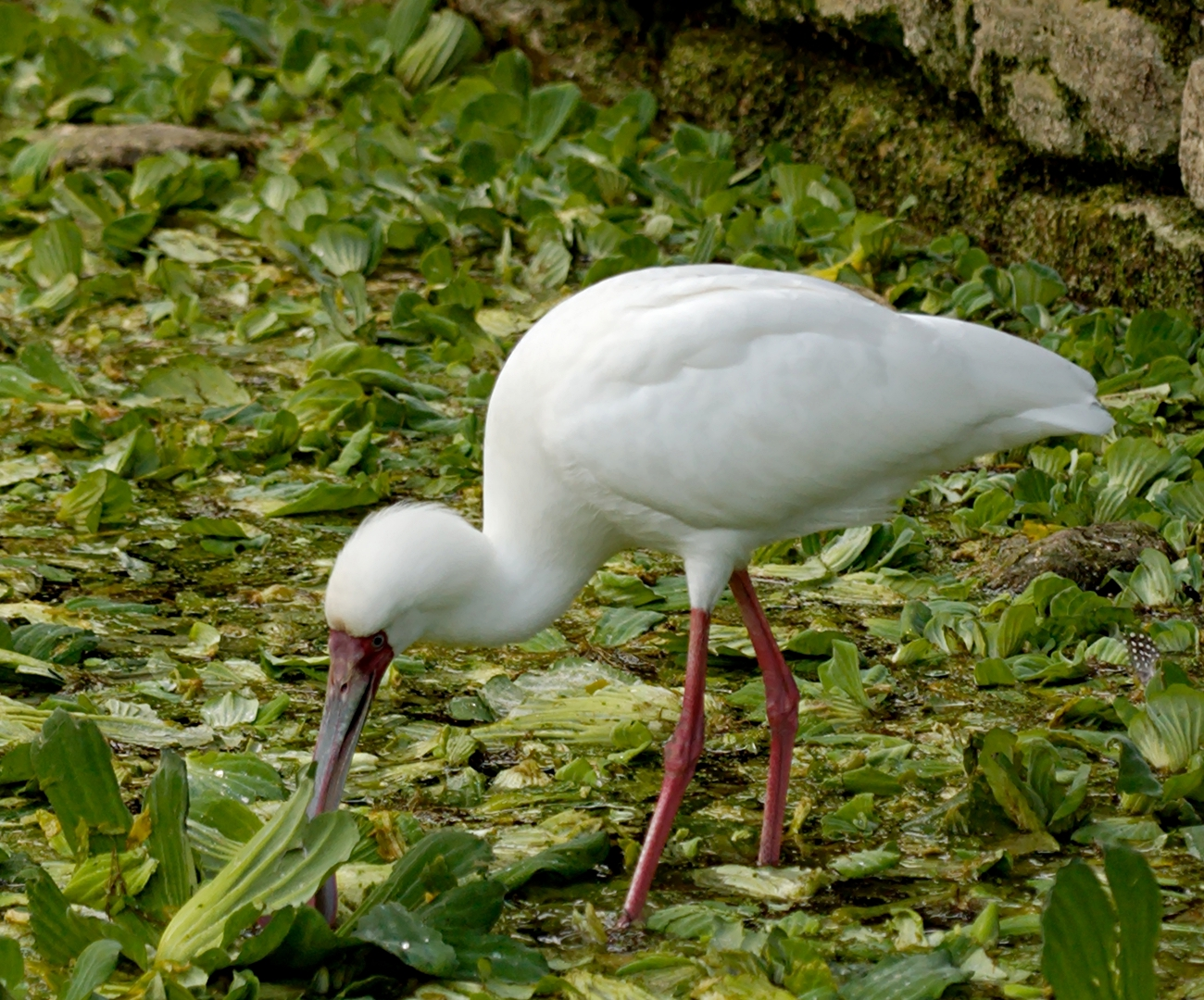
Der Afrikanische Löffler stand 2007 auf der Liste der bedrohten Arten der IUCN.

Diese etwa 35 Quadratkilometer große Lagune ist bei Ornithologen bekannt für ihre artenreiche Vogelwelt. Auch das benachbarte Grasland beheimatet vielfältige Vogelarten. Neben der einheimischen Tierwelt dient die Lagune vielen Vogelarten als Winterquartier.
Zu den in der Lagune vorkommenden Vogelarten gehören Graufischer (Ceryle rudis), Riedscharbe (Phalacrocorax africanus), Silberreiher (Casmerodius albus), Küstenreiher (Egretta gularis) sowie der seltene bzw. nur gelegentlich vorkommende Afrikanische Löffler (Platalea alba). 
Regelmäßig anzutreffen sind auch Pfuhlschnepfe (Limosa lapponica), Regenbrachvogel (Numenius phaeopus), Dunkler Wasserläufer (Tringa erythropus), Teichwasserläufer (Tringa stagnatilis), Bruchwasserläufer (Tringa glareola), Steinwälzer (Arenaria interpres) sowie Rotflügel-Brachschwalbe (Glareola pratincola).